# Сиокара
Сиокара (яп. 塩辛) — японская закуска из ферментированной рыбы или морепродуктов, имеющая очень солёный вкус и вкус умами. В процессе ферментации протеолитические энзимы расщепляют мякоть и превращают её в свободные аминокислоты. Сиокара имеет характерный запах и слизистую текстуру, поэтому многие неяпонцы и некоторые японцы её не любят.
Сиокарой в основном закусывают саке, хотя исторически она употреблялась намного чаще с рисом и овощами.

## Разновидности

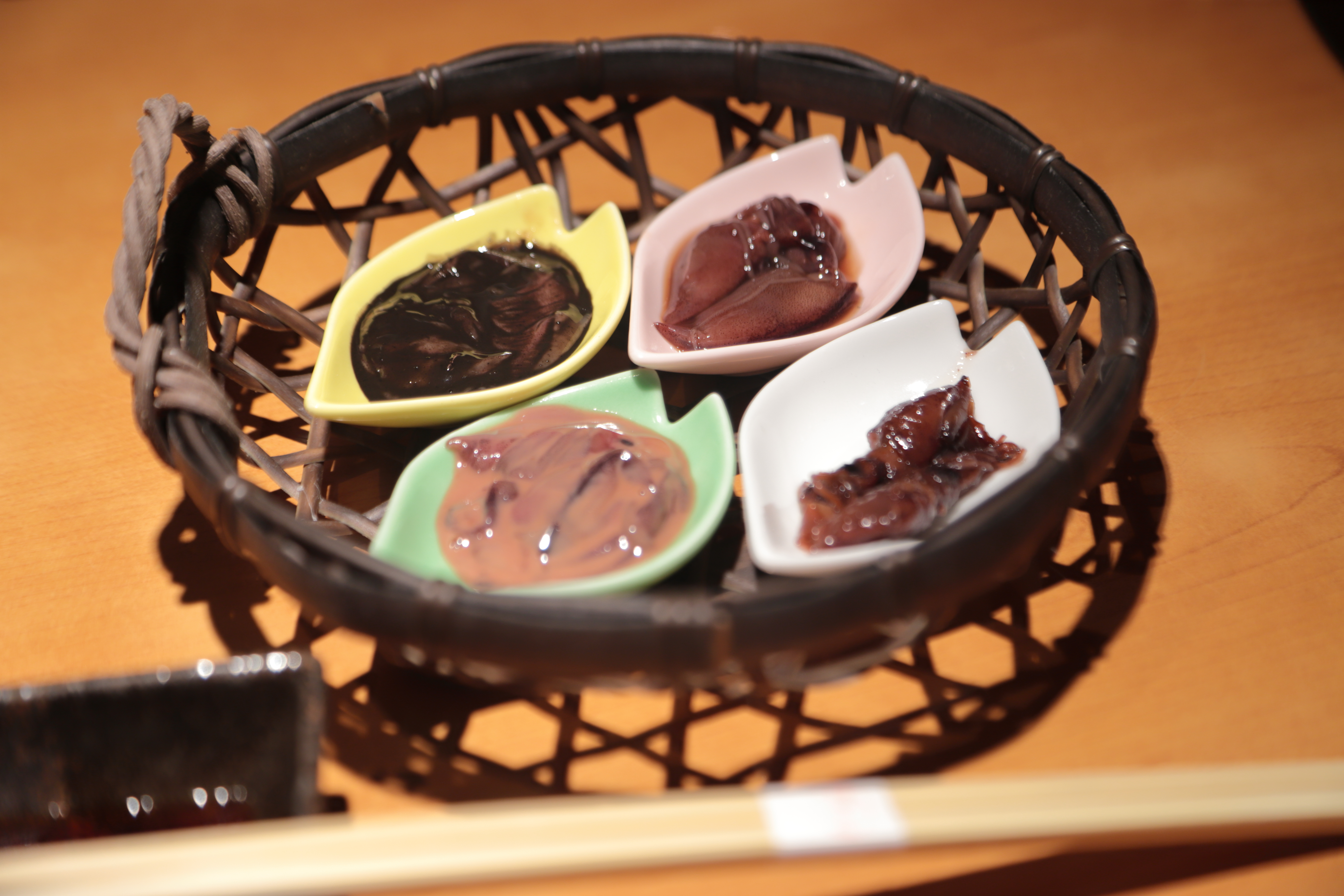
Куродзукури слева сверху, акадзукури слева снизу

Сиокару делают из полосатого тунца (сюто), морского ежа (коновата), каракатицы (яп. イカの塩辛 ика но сиокара), аю (урука), краба Uca arcuata (гандзукэ), кеты (мэфун) и так далее. Иногда встречается сиокара из мяса.
Самый популярный вид сиокары — из каракатицы. У такой сиокары есть три разновидности:
- акадзукури (яп. 赤作り) — «красная», производится из мантии с кожей; самый популярный вид;
- сиродзукури (яп. 白作り) — «белая», из мантии без кожи;
- куродзукури (яп. 黒作り) — «чёрная», с добавлением чернил; региональное блюдо префектуры Тояма.

Сиокару делают по всей Японии, крупнейшие центры производства этого блюда — северо-восточные префектуры Хоккайдо, Аомори, Ивате и Мияги. Современные потребители ищут сиокару, которая бы по текстуре напоминала сырого кальмара, но мышцы в мантии разлагаются при ферментации, и некоторые производители добавляют в свой продукт ингибитор протеиназы оризацистатин.

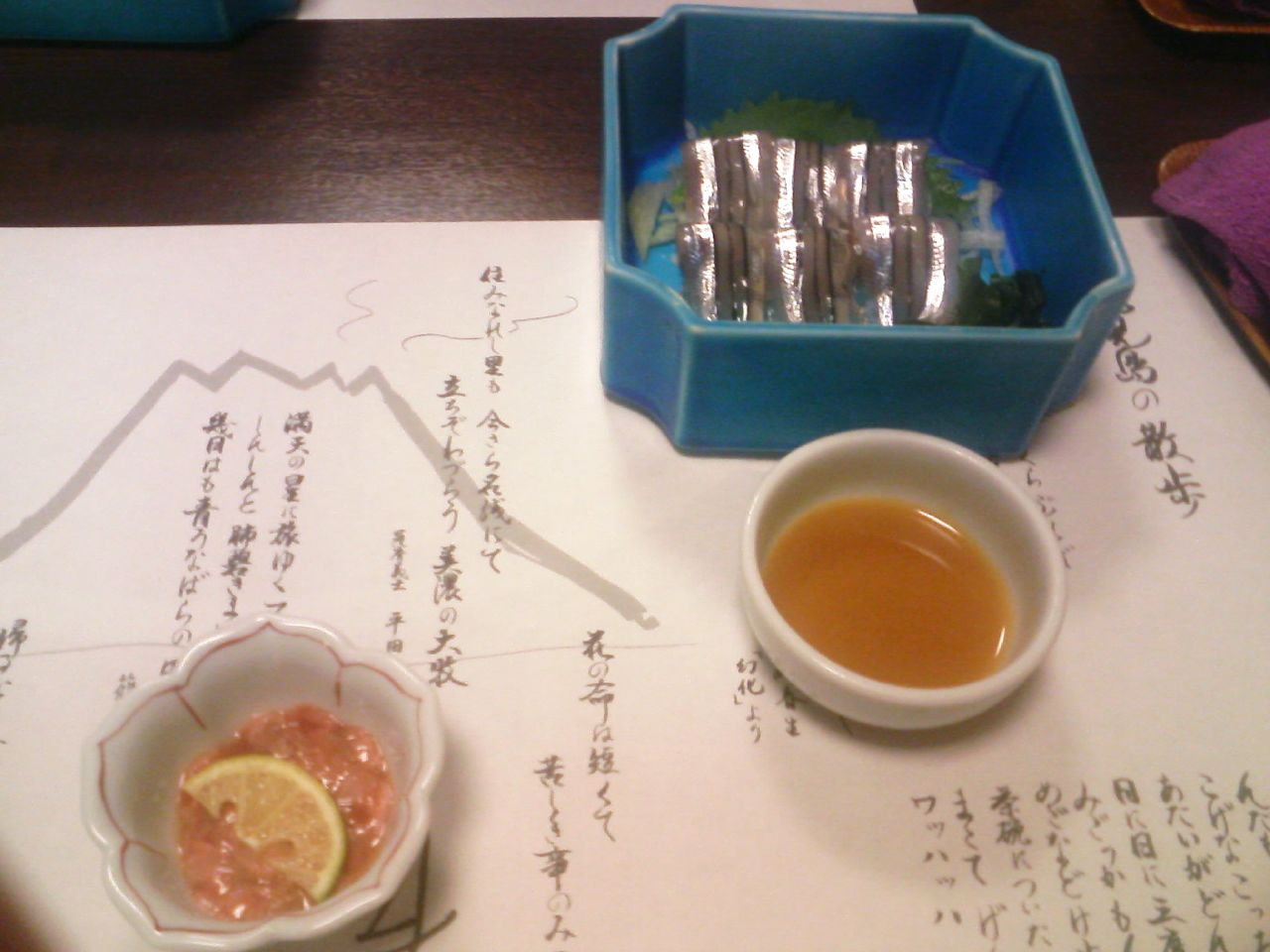
Сюто (слева снизу)
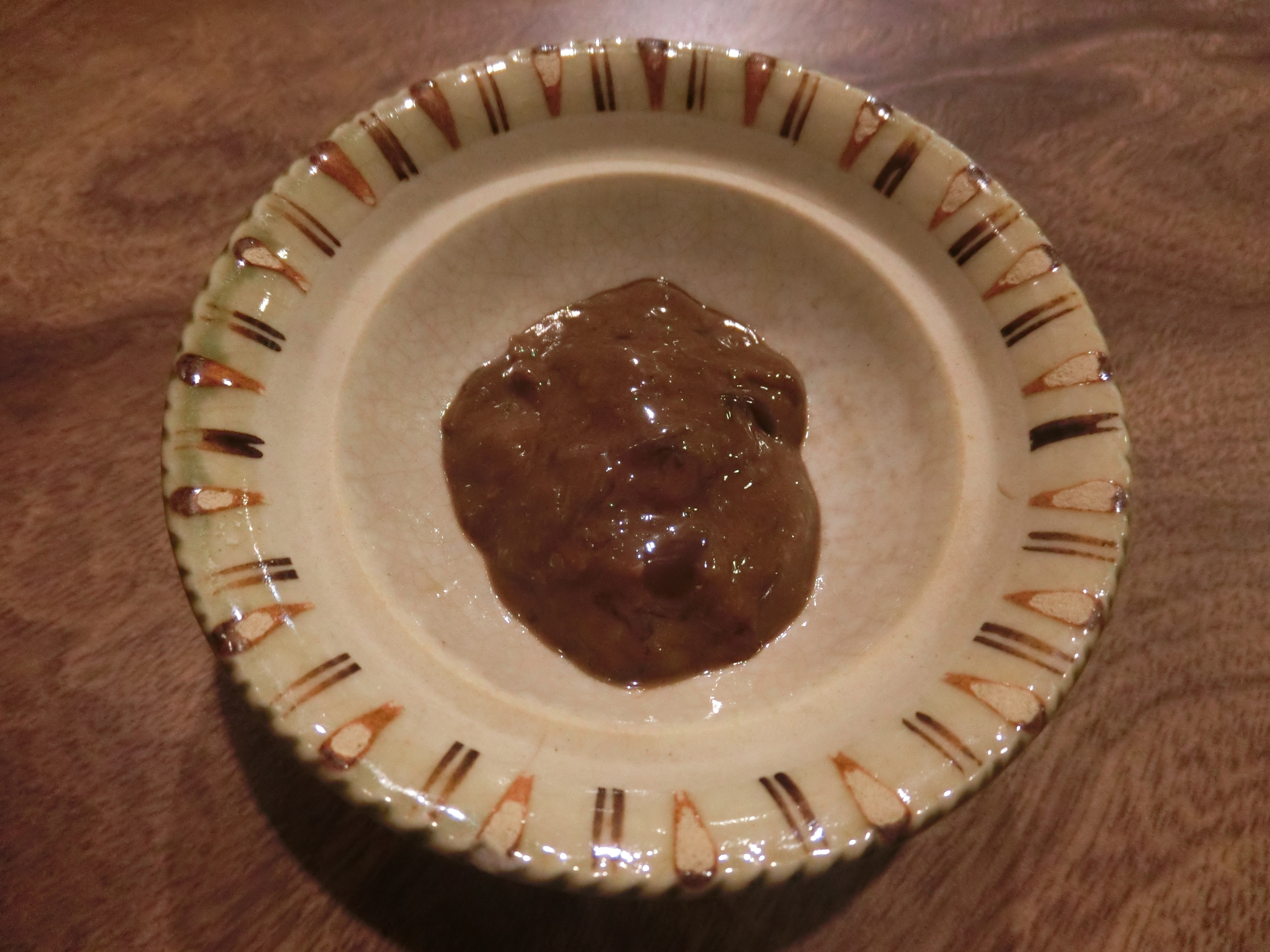
Урука
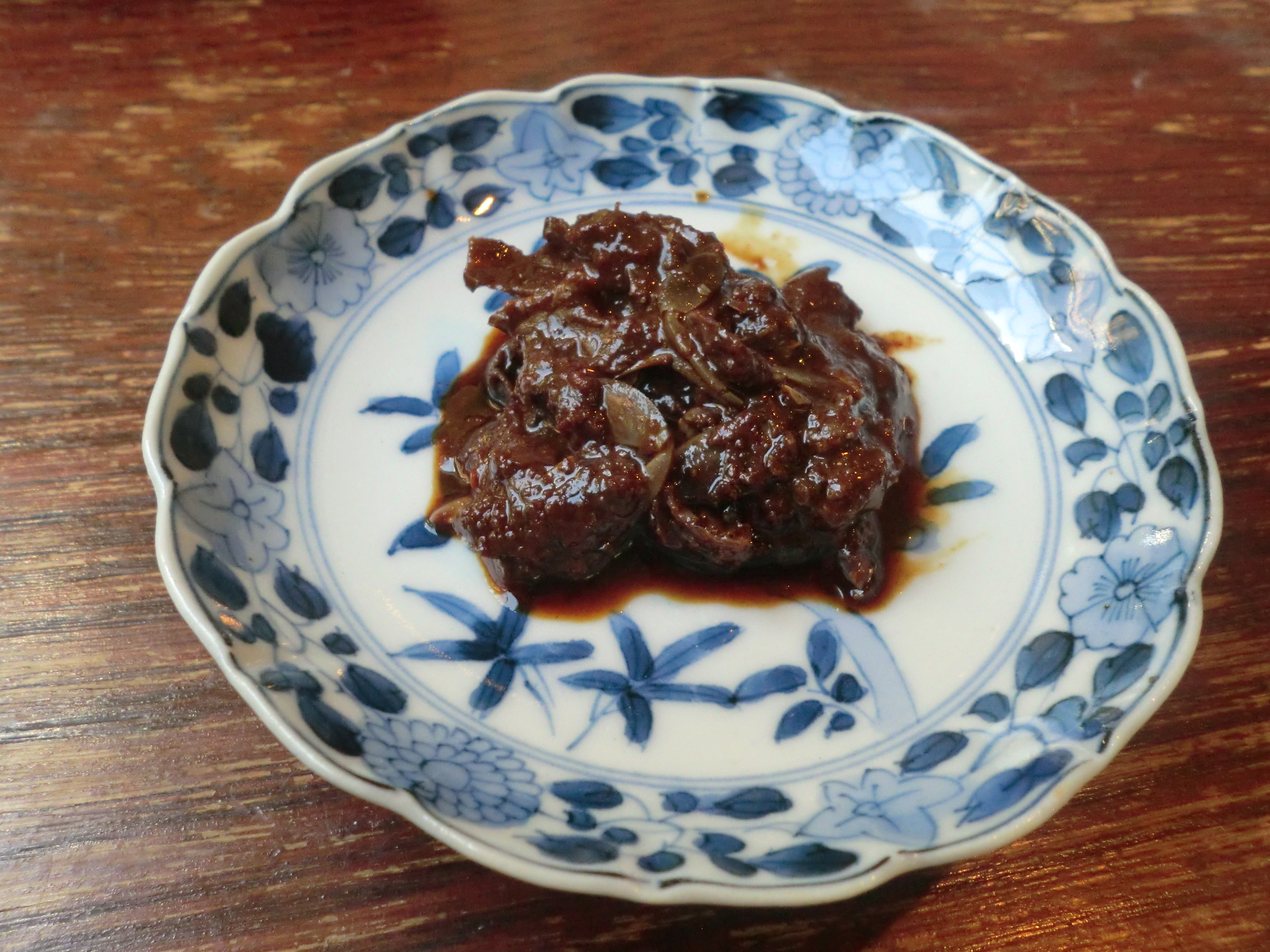
Гандзукэ
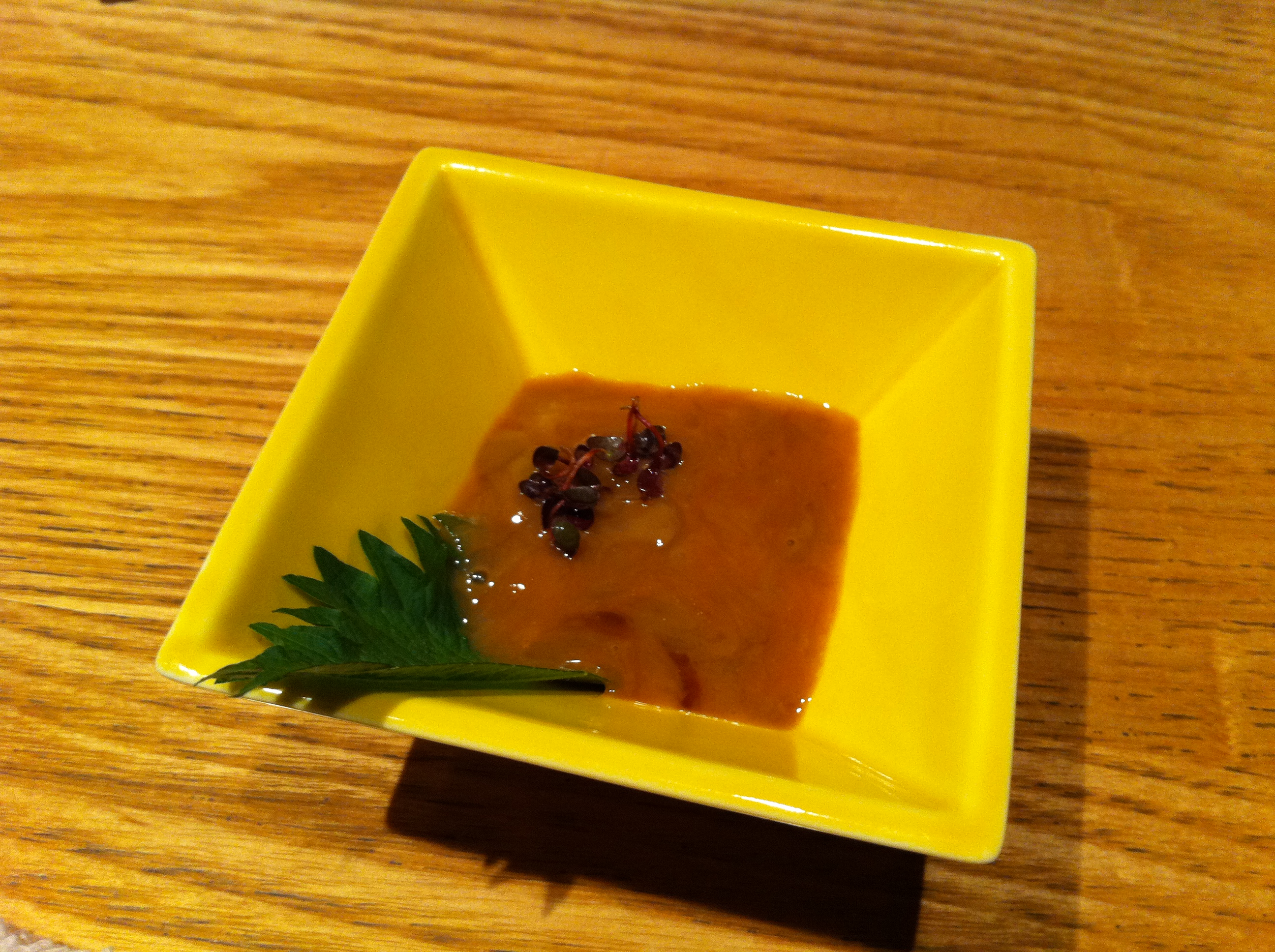
Коновата

## История

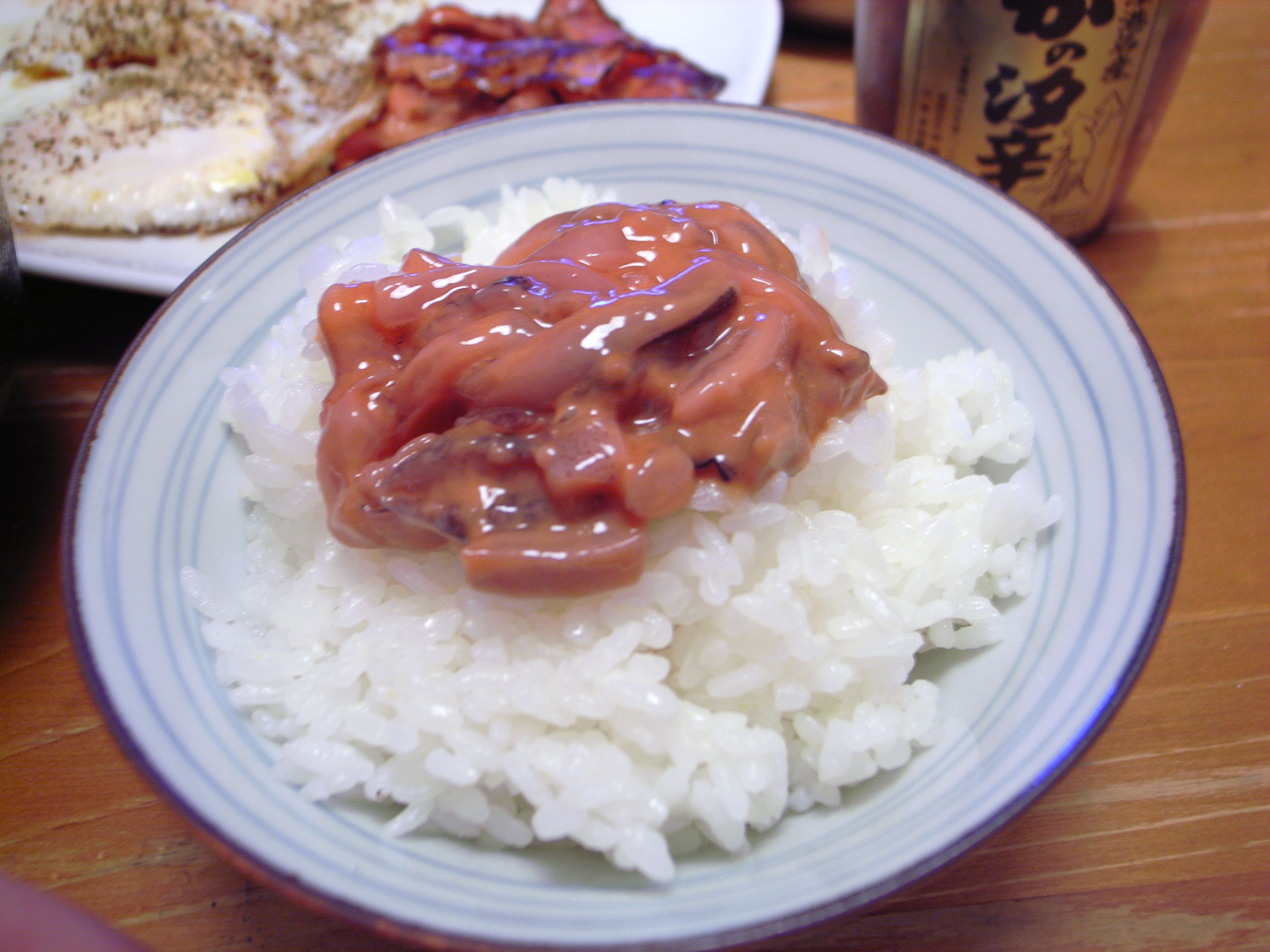
Сиокара на рисе

Центром распространения блюд из ферментированной рыбы по Азии был бассейн Меконга. Их производили или производят в тех местах, где есть заливные рисовые поля, производство соли и рыба, устраивающая сезонные миграции. Рыба живёт и размножается на залитых водой полях, пока рис растёт, а с наступлением сухого сезона её вылавливают и готовят; при этом мальки не успевают как следует вырасти, и многие кулинарные техники для такой мелкой рыбы не подходят.
Первое письменное упоминание сиокары в Японии относится к рубежу VII и VIII веков: сиокара из карпа указана среди налоговых поступлений в столицу Фудзиваракё, однако очевидно, что её готовили задолго до этого времени. Вероятно, что культивацию мелкой рыбы на рисовых полях и приготовление сиокары в Японии начали одновременно с рисоводством в период Яёй. В период Хэйан сиокара именовалась кубоцуки (яп. 久保付).
У народов этого региона распространены похожие блюда: нгапи в Мьянме, прахок в Камбодже. В Китае похожее блюдо перестали есть в период правления империи Мин, за исключением небольшого региона на полуострове Шаньдун.
В XXI веке сиокара в основном употребляется как закуска к саке в идзакаях, но исторически её ели каждый день, добавляя немного к варёному рису, в бульон для варки овощей и как соус-дип.
Из-за предпочтения слабосолёной сиокары со слабым вкусом в сиокару приходится добавлять приправы: ситими, оливки и «горный васаби», то есть, хрен.

## Технология приготовления
Для приготовления сиокары из рыбы могут удалять внутренности, но это не обязательно; из каракатицы внутренности удаляют обязательно, чтобы предотвратить разрыв чернильного мешка. К промытым и мелко нарезанным рыбе или морепродуктам добавляют соль — в традиционном рецепте её от 1 до 2 частей соли на 10 частей каракатицы (по весу) — и помещают в большой сосуд; печень засаливают отдельно в 0,3—1 части соли на 10 частей. Получившуюся массу тщательно перемешивают два раза в день в процессе созревания, причём его протяжённость зависит от солёности массы и температуры окружающего пространства. Вкус умами у слабосолёной сиокары слабее, чем у приготовленной по традиционному рецепту.
Если созревание проходит в температуре 10 °C и к каракатице добавляют 10 % соли по весу, то сиокара готовится 1—2 недели, а если соли 13 %, то до месяца. Исторически чаще использовалась крепко солёная сиокара, которая реже заражается гнилостными бактериями, но из-за того, что слабый посол ускоряет производство, в современной Японии предпочитают 3—7-процентную солёность. В 2007 году в префектуре Мияги 620 человек обратились в больницу с симптомами пищевого отравления, которое оказалось вызвано сиокарой, приготовленной в 2-процентном посоле и заражённой Vibrio parahaemolyticus. В сиокаре могут размножаться и другие патогенные бактерии: Staphylococcus warneri, вибрионы, Achromobacter и так далее.
Ферментирование производят микроорганизмы родов микрококки и стафилококки. Во время созревания в сиокаре растёт количество аминокислот, органических кислот и летучих соединений азота; уровень глутаминовой кислоты поднимается с 53 мг/100 г до 600—700 мг/100 г.
Готовый продукт содержит 74,2 % воды, 7,8 % соли и 11,6 % белков.